# Марк Джейкобс
Марк Дже́йкобс (англ. Marc Jacobs; нар. 9 квітня 1963) — американський модельєр,  головний дизайнер власного модного лейблу, Marc Jacobs, а також Marc by Marc Jacobs, має понад 200 магазинів у 80 країнах світу. Був креативним директором французького модного дому Louis Vuitton з 1997 до 2014 року. У 2010 році журнал Time включив Джейкобса в Сотню найвпливовіших людей світу, також Джейкобс посів 14 місце у списку «50 найвпливовіших геїв і жінок Америки» журналу Out за 2012 рік. 6 квітня 2019 року він одружився зі своїм партнером Чарлі Дефранческо.

## Біографія
Марк народився в Нью-Йорку, в єврейській сім'ї. Жив в нью-йоркському передмісті Тінеку (округ Берген, Нью-Джерсі) разом з матір'ю, сестрою і молодшим братом. Там же закінчив математичну школу Teaneck High School.
Він навчався у Вищій школі мистецтва та дизайну в Нью-Йорку та у Парсонській школі дизайну в Нью-Йорку. Навчаючись у Parsons в 1984 році, він отримав премію Perry Ellis Gold Thimble Award, Chester Weinberg Gold Thimble Award і Дизайнер-студент року. У 1987 році він став наймолодшим дизайнером, який коли-небудь отримав премію Perry Ellis від Ради модних дизайнерів Америки. Він також отримав нагороду «Жіночий дизайнер року» від Ради модних дизайнерів Америки в 1993 році.

## Кар'єра
У 15 років Джейкобс працював у Charivari, нині закритому бутику авангардного одягу в Нью-Йорку. Також в Parsons він розробив і продав свою першу лінію светрів ручної в’язки. Він також розробив свою першу колекцію для Reuben Thomas, Inc., під лейблом Sketchbook. З Робертом Даффі, творчим співробітником і діловим партнером Джейкобса з середини 1980-х, він створив Jacobs Duffy Designs.
У 1986 році за підтримки Onward Kashiyama USA, Inc., Джейкобс розробив свою першу колекцію під маркою Marc Jacobs. У 1987 році він був наймолодшим дизайнером, який коли-небудь був нагороджений найвищою відзнакою індустрії моди — премією Перрі Елліса Ради модних дизайнерів Америки за «Новий талант моди». У 1988 році Джейкобс і Даффі приєдналися до відділу жіночого дизайну Perry Ellis як креативний директор/віцепрезидент і президент відповідно після смерті його тезки та засновниці. Крім того, Джейкобс керував дизайном різних жінок-ліцензіатів. У 1992 році Рада модельєрів Америки нагородила Джейкобса нагородою «Жіночий дизайнер року». У тому ж році він розробив колекцію «гранж» для Перрі Елліса, що призвело до його звільнення.
Восени 1993 року Jacobs Duffy Designs Inc. запустила власну дизайнерську компанію Marc Jacobs International Company, L.P. У 1994 році Джейкобс випустив свою першу повну колекцію чоловічого одягу. У 1997 році Джейкобс був призначений креативним директором Louis Vuitton, де він створив першу лінію готового одягу компанії. Джейкобс співпрацював з багатьма популярними артистами для своїх колекцій Louis Vuitton, включаючи Стівена Спроуса, Такаші Муракамі і останнім часом американського художника Річарда Принса та репера Каньє Веста. 
Навесні 2001 року Джейкобс представив свою додаткову лінію Marc by Marc Jacobs. У 2005 році Look був власником ліцензії на одяг Marc by Marc Jacobs в Японії з роздрібною вартістю 50 мільйонів євро. У 2006 році Джейкобс започаткував нову лінію ароматів для тіла у флаконах на десять унцій, які розповсюджуються Coty. У 2007 році режисер Лоік Пріджент випустив документальний фільм про Джейкобса під назвою «Marc Jacobs and Louis Vuitton». У лютому 2008 року Джейкобса звинуватили в плагіаті дизайну шарфа, створеного в 1950-х роках шведським дизайнером Гьостою Олофссоном. Джейкобс вирішив це питання, запропонувавши грошову компенсацію синові Олофссона. У 2009 році Джейкобс випустив сорочку, яку продавали в його магазинах, таким чином просуваючи ідею легалізації одностатевих шлюбів. У травні 2009 року Джейкобс разом із моделлю Кейт Мосс організував гала-концерт на тему «модель і муза» для Інституту костюма Музею мистецтва Метрополітен.
У лютому 2010 року Джейкобс подав до суду на Еда Харді за порушення дизайну однієї з його вишитих сумок. Під час Тижня моди Mercedes-Benz в Берліні в липні 2011 року Джейкобс був патроном премії для молодих талантів «Дизайнер завтрашнього дня від Peek & Cloppenburg». П’ять фіналістів були відібрані Джейкобсом разом з журі та отримали особистий коучинг від Джейкобса. Журі та Джейкобс визначили переможця 2011 року під час нагородження DfT. У серпні 2011 року повідомлялося, що Джейкобс може замінити Джона Гальяно на посаді креативного директора Christian Dior. Як повідомляв The Daily Telegraph, Джейкобс «твердо спростував чутки про те, що має перейти в Christian Dior» у січні 2012 року.
У лютому 2013 року Джейкобс був призначений новим креативним директором Diet Coke. У березні 2013 року New York Daily News виявила, що «штучне хутро», яке використовується в багатьох одязі Марка Джейкобса, насправді є хутром єнотовидних собак з Китаю.
У жовтні 2013 року, після показу весна/літо 2014 року, стало відомо, що Марк Джейкобс покине Louis Vuitton, щоб зосередитися на своїй власній лінії.
9 січня 2014 року було оголошено, що в новій весняно-літній колекції Джейкобса буде представлена актриса/співачка Майлі Сайрус, сфотографована Девідом Сімсом.
26 лютого 2014 року було оголошено, що новим обличчям Marc Jacobs Beauty стане актриса Джессіка Ленг. Крім того, було оголошено, що Ленг буде представлена у літній/осінній рекламній кампанії бренду, сфотографованої Девідом Сімсом, а також зіграє в короткометражному фільмі режисера Джейкобса, який почне трансляцію онлайн 5 травня 2014 року. Раніше Джейкобс одягався та брав інтерв’ю у Ленг для п’ятого ювілейного випуску журналу Love Magazine, і попросив її надати розмовну версію «Happy Days Are Here Again» як саундтрек до свого шоу «Осінь/Зима 2014».
Джейкобс вирішив покластися на соціальні мережі, щоб відібрати моделей для кампанії Марка Джейкобса осінь/зима 2014 року, і з успіхом зробив це знову на весну/літо 2015 року з фотографом Девідом Сімсом, з моделями, включаючи Аарон Вітті, Ебігейл Ліпп, Емі Вудман, Ана Вікторія, Ділан Стівенс, Еб Юнбі, Ліндсі Лургін, Маккензі Кокеріл, Надя Кішлан і Токс Адеветан.
У лютому 2018 року LVMH підтвердила, що співзасновник Baja East Джон Таргон приєднається до Марка Джейкобса як креативний директор.
26 серпня 2019 року Джейкобс отримав першу премію MTV «Fashion Trailblazer Award» на церемонії Video Music Awards у партнерстві з Радою модних дизайнерів Америки.
У вересні 2020 року Джейкобс випустив Heaven, полісексуальну лінію, орієнтовану на молодшу аудиторію, розмиваючи гендерні кордони. Усі предмети одягу містили підписи бренду, щоб відсвяткувати його історію, надаючи новий контекст для новішої, молодшої аудиторії. У кампанії також були представлені молоді висхідні зірки та законодавці моди, такі як Беатріс Лаус та Іріс Лоу.

## Стиль
Пояснюючи свій одяг, Джейкобс сказав: «Я віддаю перевагу тому, що навіть якщо хтось відчуває себе гедоністом, він не виглядає так. Цікавість до сексу для мене набагато цікавіша, ніж домінування... Мій одяг не гарячий. Ніколи. Ніколи. Ніколи.» Аудиторією його показів мод зазвичай є такі знаменитості, як Кім Гордон та Вінсент Галло. Гай Трей, критик The New York Times, у відповідь на коментар Оскара де ла Ренти про те, що пальто, розроблене Джейкобсом, дуже нагадує те, яке де ла Рента спроєктував тридцять років тому, написав, що «на відміну від багатьох брендових дизайнерів, які рекламують ілюзію, що їхня продукція є результатом однієї чудової творчості, містер Джейкобс не робить вигляду, що мода повною мірою виходить із голови одного самотнього генія». Джейкобс був одним із перших модельєрів, які встановили цю «вуличну мудру естетику – [змішування] трохи преппі, трохи гранжу, трохи моди». Бренд Marc Jacobs також відомий завдяки рекламним кампаніям, орієнтованим на образотворче мистецтво та авангард, часто залучаючи групу культурних ікон і художників замість традиційних моделей моди в мінімальній постановці. У 2015 році Джейкобс запустив популярну лайфстайл-кампанію, в якій були представлені художники, знаменитості та ікони культури, такі як Софія Коппола, Шер, Віллоу Сміт, Вайнона Райдер, Дейзі Лоу та Ентоні Кідіс.
Джейкобс переглянув цей підхід для рекламної кампанії Marc Jacobs Spring 2016, описуючи концепцію як історію моди, що представляє «серію пов’язаних подій; візуальний наратив. Це особистий щоденник людей, які надихали мене та відкривали мій розум» для різних способів бачення та мислення. Різноманітність людей, сфотографованих у нашій рекламній кампанії весна/літо 2016 року, є святом моєї Америки». Додавши: «Люди, представлені в нашій кампанії, уособлюють цю колекцію моди через свою індивідуальність. У сукупності вони втілюють і відзначають дух і красу рівності». Дена Сільвер з The Observer назвала її «найкращою кампанією весняного сезону 2016». У рекламній кампанії Marc Jacobs Spring 2016 були представлені Лана Вачовскі, Сандра Бернхард, Бетт Мідлер, Джульєтт Льюїс, Крістіна Річчі, Скай Феррейра, Белла Хадід та Емілі Ратаковскі, а також менш відомі художники Вінсент Мішо, Олі Бурслем і Мілк, учасник із Drag Race RuPaul.

## Особисте життя
Джейкобс має поточний проєкт під назвою «Protect The Skin You're In», у якому знаменитості позують оголеними з закритими грудьми та передньою частиною для футболок, щоб підвищити обізнаність про меланому; всі дослідження переваги продажів у медичному центрі Лангоне Нью-Йоркського університету. Деякі зі знаменитостей, які позували — Майлі Сайрус, Єва Мендес, Кейт Аптон, Вікторія Бекхем, Хайді Клум, Хіларі Суонк, Кара Делевінь і Наомі Кемпбелл.
4 квітня 2018 року Джейкобс зробив пропозицію своєму тодішньому хлопцю Чарлі Дефранческо за допомогою флешмобу під пісню «Kiss» Прінса. Весілля відбулося в Нью-Йорку 7 квітня 2019 року.